# Mitkof Island
Mitkof Island fa parte dell'arcipelago Alessandro, nell'Alaska sud-orientale (Stati Uniti d'America). Amministrativamente appartiene al Borough di Petersburg. La sua popolazione ammontava a 3 364 persone secondo l'ultimo censimento del 2000 quasi tutte abitanti a Petersburg, cittadina a nord dell'isola. Gran parte dell'isola è gestita dalla Tongass National Forest.

## Geografia
Lo stretto canale di Wrangell (Wrangell Narrows, lungo 35 km), a ovest, divide l'isola dalla penisola di Lindenberg che costituisce la parte orientale di Kupreanof Island. A est Mitkof si affaccia sul Frederick Sound e a sud si trova Zarembo Island. A sud-ovest, tra Mitkof e Kupreanof si trova la piccola isola Woewodski.
Mitkof è lunga circa 28 km e larga 16 km; la sua superficie totale è di 546 km². L'isola è relativamente piatta con molte torbiere (chiamate muskeg). Il punto più alto è il monte Crystal (1011 m). Un profondo fiordo taglia quasi in due l'isola nella parte centro-meridionale (il Blind Slough).

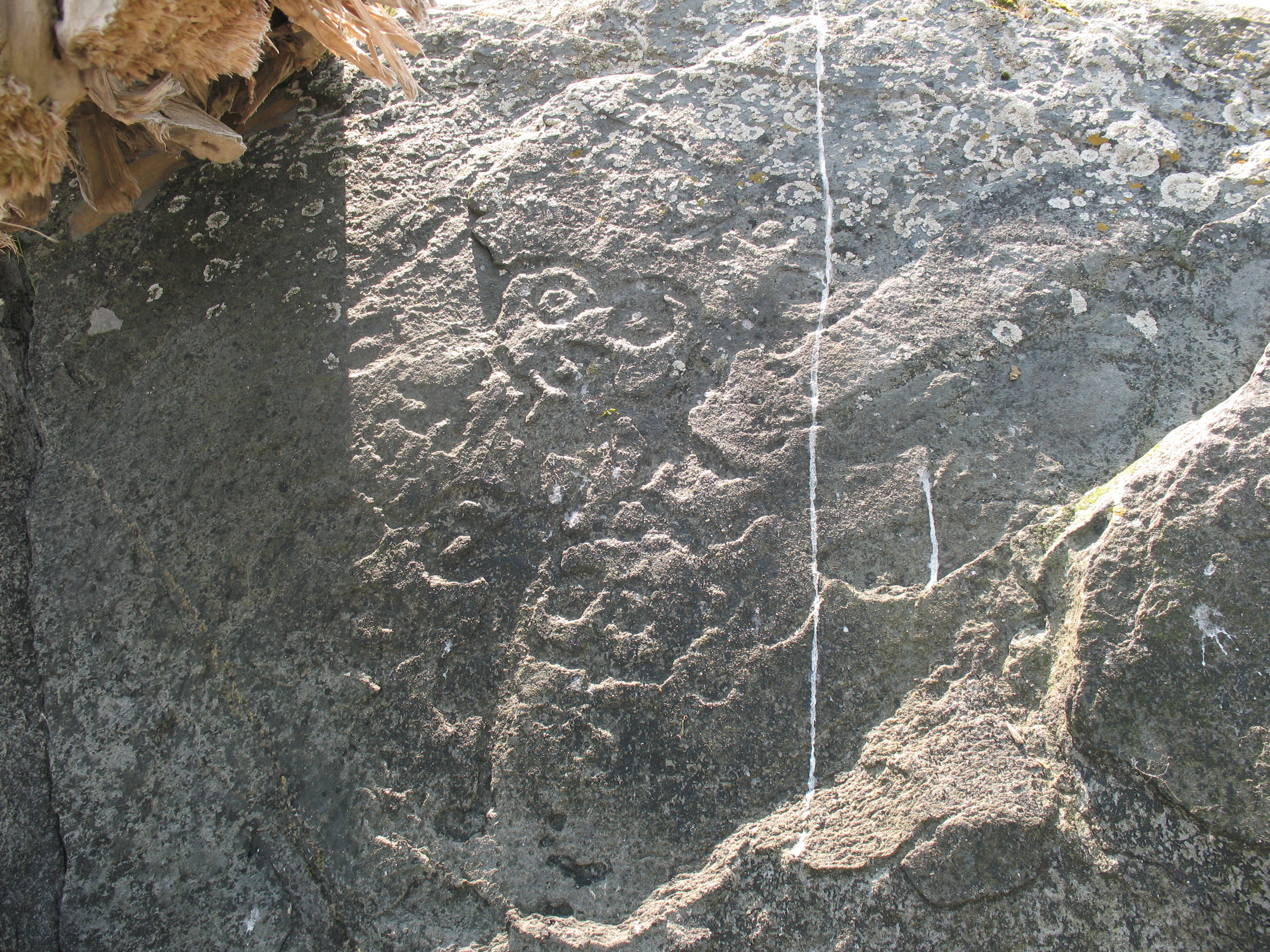
Petroglifi rinvenuti vicino a Petersburg

### Masse d'acqua
Intorno all'isola sono presenti le seguenti masse d'acqua (da nord in senso orario):
- Canale di Frederick (Frederick Sound)[7] 57°10′36″N 133°54′23″W - Il canale, lungo 112 chilometri, divide l'isola di Mitkof dal continente e collega a ovest gli stretti di Wrangell (Wrangell Narrows) con a sud lo stretto di Sumner (Sumner Strait). Nel canale sono presenti le seguenti masse d'acqua:
  - Baia di Ideal (Ideal Cove)[8] 56°40′03″N 132°38′06″W - Di fronte alla baia si trovano le isole di Pocket (Pocket Island) e di Hidden (Hidden Island).
  - Stretto di Dry (Dry Strait)[9] 56°37′00″N 132°32′55″W - Lo stretto si trova nella parte più meridionale del canale di Frederick (Frederick Sound) e si trova di fronte alla foce del fiume Stikine (Stikine River) e al suo delta detritico chiamato Koknuk Flats.

- Stretto di Sumner (Sumner Strait)[10] 56°23′36″N 133°30′36″W divide l'isola di Mitkof dall'isola di Zarembo (Zarembo Island). Nello stretto sono presenti le seguenti masse d'acqua:
  - Insenatura di Blind Slough 56°32′09″N 132°43′55″W - L'insenatura è lunga 5 chilometri e larga 1,5 chilometri.
  - Baia di Woodpecker (Woodpecker Cove)[11] 56°30′00″N 132°49′30″W.

- Stretti di Wrangell (Wrangell Narrows)[12] 56°38′05″N 132°56′28″W - Il canale, lungo 38 chilometri, collega a sud lo stretto di Sumner (Sumner Strait) con a nord il canale di Frederick (Frederick Sound) dividendo l'isola di Mitkof dalle isole di Woewodski (Woewodski Island) e di Kupreanof (Kupreanof Island). Nel canale sono presenti le seguenti masse d'acqua:
  - Baia di Halfmoon (Halfmoon Anchorage)[13] 56°38′15″N 132°55′45″W - La baia è larga 1,9 chilometri e si trova all'uscita del fiordo Blind Slough.
  - Baia di Scow (Scow Bay)[14] 56°46′31″N 132°57′53″W - La baia è a 3 chilometri a sud della città di Petersburg.

### Promontori

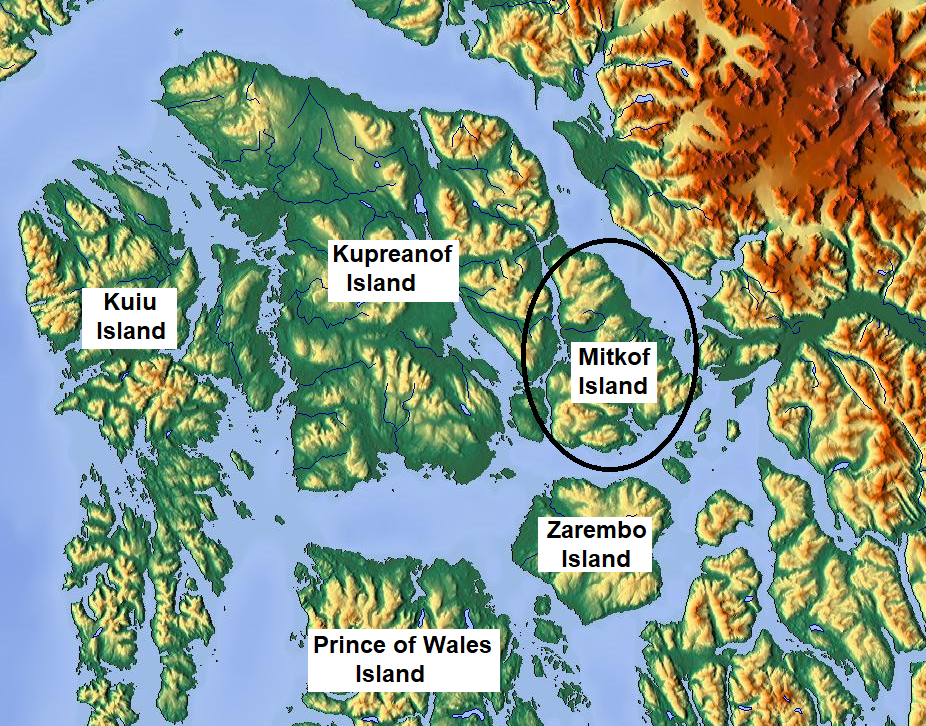
Mappa dell'isola

Sull'isola sono presenti alcuni promontori (da nord in senso orario):
- Canale di Frederick (Frederick Sound):
  - Promontorio di Hungry (Hungry Point)[6] 56°49′21″N 132°56′18″W - Il promontorio, che si trova di fronte all'sola di Sasby (Sasby Island), è il punto più settentrionale dell'isola.
  - Promontorio di Frederick (Frederick Point)[15] 56°47′35″N 132°49′21″W - L'elevazione del promontorio è di 14 metri.
  - Promontorio di Cosmos (Cosmos Point)[16] 56°40′07″N 132°37′09″W - Il promontorio si trova di fronte all'isola di Pocket (Pocket Island).

- Stretto di Sumner (Sumner Strait):
  - Promontorio di Blaquiere (Blaquiere Point)[17] 56°35′02″N 132°32′31″W - Il promontorio, con una elevazione di 4 metri, si trova di fronte all'area denominata Koknuk Flats.
  - Promontorio di Howe (Point Howe)[18] 56°29′46″N 132°48′58″W - Il promontorio ha una elevazione di 25 metri ed è il punto più meridionale dell'isola.

- Stretti di Wrangell (Wrangell Narrows):
  - Promontorio di Alexander (Point Alexander)[19] 56°30′39″N 132°56′50″W - Il promontorio ha una elevazione di 11 metri e si trova all'entrata sud degli stretti.
  - Promontorio di December (December Point)[20] 56°32′56″N 132°57′26″W - Il promontorio ha una elevazione di 7 metri.
  - Promontorio di Hicks (Hicks Point)[21] 56°34′36″N 132°58′04″W - Il promontorio ha una elevazione di 50 metri.
  - Promontorio di Spruce (Spruce Point)[22] 56°37′56″N 132°56′18″W - Il promontorio ha una elevazione di 4 metri e si trova all'entrata sud della baia di Halfmoon (Halfmoon Anchorage).
  - Promontorio di Anchor (Anchor Point)[23] 56°38′16″N 132°55′33″W - Il promontorio si trova all'entrata nord della baia di Halfmoon (Halfmoon Anchorage).
  - Promontorio di Blind (Blind Point)[24] 56°38′58″N 132°54′34″W - Il promontorio, che ha una elevazione di 7 metri, si trova di fronte all'area denominata California Boulder Patch.
  - Promontorio di Danger (Danger Point)[25] 56°39′45″N 132°54′56″W - Il promontorio ha una elevazione di 10 metri.
  - Promontorio di Rock (Rock Point)[26] 56°40′23″N 132°54′44″W - Il promontorio ha una elevazione di 9 metri.
  - Promontorio di Blunt (Blunt Point)[27] 56°46′47″N 132°58′08″W - Il promontorio ha una elevazione di 9 metri e si trova alla periferia sud della città di Petersburg.

### Laghi e lagune
Alcuni laghi presenti sull'isola:
- Lago di Crystal (Crystal Lake) 56°35′30″N 132°50′35″W
- Tre piccoli laghi sono presenti nella "Three Lakes Recreation Area" 56°40′04″N 132°40′33″W: "Sand Lake", Hill Lake e Crane Lake.

### Monti
Elenco dei monti presenti nell'isola:
| Nome del monte                      | Quota (m s.l.m.) | Coordinate             |
| ----------------------------------- | ---------------- | ---------------------- |
| Picco di Manzanita (Manzanita Peak) | 812              | 56°35′32″N 132°39′45″W |
| Picco di Favor (Favor Peak)         | 479              | 56°35′30″N 132°33′35″W |
| Picco di Sam (Sam Peak)             | 686              | 56°34′51″N 132°37′07″W |

Altri rilievi anonimi sono presenti nell'isola.

### Fiumi
Principali fiumi dell'isola (le coordinate si riferiscono alla foce):
- Fiume Taain (Taain Creek)[31] 56°44′41″N 132°56′23″W - Il fiume sfocia negli stretti di Wrangell (Wrangell Narrows).
- Fiume Twin (Twin Creek)[32] 56°43′14″N 132°55′46″W - Il fiume sfocia negli stretti di Wrangell (Wrangell Narrows).
- Fiume Falls (Falls Creek)[33] 56°40′52″N 132°55′19″W - Il fiume, lungo 12 chilometri, sfocia negli stretti di Wrangell (Wrangell Narrows).
- Fiume Bear (Bear Creek)[34] 56°42′05″N 132°42′35″W - Il fiume è tribuario del canale di Frederick (Frederick Sound).
- Fiume Blind (Blind River)[35] 56°36′48″N 132°48′56″W - Il fiume è lungo 5 chilometri e sfocia negli stretti di Wrangell (Wrangell Narrows).
- Fiume Ohmer (Ohmer Creek)[36] 56°33′37″N 132°44′09″W - Il fiume è tributario dell'insenatura Blind Slough.

### Parchi
Sull'isola sono presenti le seguenti aree protette:
- "Three Lakes Recreation Area" 56°40′04″N 132°40′33″W: l'area comprende i tre laghi "Sand Lake", Hill Lake e Crane Lake.
- Ernie Haugen Public Use Area 56°32′28″N 132°40′21″W: quest'area pubblica si trova all'estremo sud dell'isola.[37]

### Strade
Alcune strade collegano la cittadina di Petersburg con altre località sull'isola:
- "Mitkof Hwy": è la strada principale dell'isola; inizia presso la cittadina di Petersburg 56°48′41″N 132°57′06″W, si dirige a sud affiancando gli stretti di Wrangell (Wrangell Narrows) fino all'estremità più a sud dell'isola.
- "3 Lakes Loop Rd": si divide dalla "Mitkof Hwy" dopo circa 14 chilometri dal Petersburg e dirigendosi a est raggiunge la località dei tre laghi "Sand Lake", Hill Lake e Crane Lake 56°40′04″N 132°40′33″W.
- "Sandy Beach Rd" poi "Fredrick Sound Rd": percorre l'isola (sempre da Petersburg) lungo il canale di Frederick (Frederick Sound) fino a raggiungere la strada "3 Lakes Loop Rd" nei pressi del fiume Falls (Falls Creek) 56°41′33″N 132°50′31″W.

Sulle mappe locali sono segnati alcuni sentieri naturalistici:
- "Three Lakes Trail": con questo sentiero, attraverso dei percorsi ad anello, è possibile visitare i tre piccoli laghi presenti nella "Three Lakes Recreation Area" 56°40′04″N 132°40′33″W: "Sand Lake", Hill Lake e Crane Lake. Il sentiero può essere raggiunto dalla strada "3 lakes Loop Rd"[39], oppure dal sentiero "Ideal Cove Trail".
- "Ideal Cove Trail": il sentiero inizia nei pressi della baia di Ideal (Ideal Cove) 56°40′23″N 132°38′51″W, è lungo poco più di un chilometro e si sviluppa in direzione dei tre laghi "Sand Lake", Hill Lake e Crane Lake.[40]

## Accessi e turismo
L'isola può essere raggiunta tramite il locale aeroporto nei pressi della cittadina di Petersburg oppure via mare tramite i percorsi della società di navigazione Alaska Marine Highway con collegamenti a nord verso Juneau e a sud verso Wrangell e Ketchikan.

## Storia
Il primo europeo a avvistare l'isola fu James Johnstone, uno degli ufficiali di George Vancouver nella spedizione del 1791-1795.
L'isola è indicata separata da Kupreanof Island in una carta russa del 1844, mentre il nome fu pubblicato nel 1848 su una mappa del Dipartimento idrografico russo come ostrov Mitkova (остров Миткова) in onore dell'ufficiale di marina Prokofij P. Mit'kov (Прокофий Платонович Митьков) al servizio della Compagnia russo-americana e vice-governatore dell'America russa (1836-1841).